# Perličky na dně
Perličky na dně je československý povídkový film, natočený v barrandovském studiu (tvůrčí skupina Bohumila Šmídy a Ladislava Fikara) v roce 1965, premiéru v kinech měl 7. ledna 1966. Film je adaptací pěti povídek Bohumila Hrabala ze sbírky Perlička na dně (1963), které zfilmovali režiséři Jiří Menzel, Jan Němec, Evald Schorm, Věra Chytilová a Jaromil Jireš, řazení k tzv. třetí generaci absolventů FAMU (v Menzelově případě šlo vůbec o první jeho film uvedený v oficiální distribuci). Film je označován za programový manifest československé nové vlny, jejíž poetika souzněla s Hrabalem v odmítání tradičních postupů: zájem o postavy na okraji společnosti a nahrazení lineárního vyprávění koláží všednodenních rituálů, mimoběžných monologů a tragikomických nedorozumění.
Kameramanem všech povídek byl Jaroslav Kučera; Dům radosti byl natočen na barevný materiál, ostatní čtyři na černobílý. Do filmu byli obsazeni začínající a méně známí herci (Ferdinand Krůta, Ivan Vyskočil, Slávka Hozová) nebo neherci, jako výtvarníci Vladimír Boudník a Václav Chochola, sám sebe si zahrál naivistický malíř Václav Žák. V každé epizodě se objevil jako statista také Bohumil Hrabal. Autory hudby byli Jan Klusák a Jiří Šust.

## Povídky

### Smrt pana Baltazara
Podle prózy Smrt pana Baltisbergera, inspirované smrtelnou nehodou německého motocyklového závodníka Hanse Baltisbergera na Velké ceně Československa 1956. Hovory diváků předhánějících se, kdo je větší motoristický expert, se prolínají s pomalými záběry jezdců, vynořujících se na obzoru za doprovodu symfonické hudby.
Režie Jiří Menzel, hrají Ferdinand Krůta, Pavla Maršálková, Alois Vachek, Emil Iserle, Slávka Hozová, Jiří Menzel

### Podvodníci
Dva staříci v nemocničním pokoji vzpomínají na své životní úspěchy: jeden byl operní pěvec, druhý novinář. Teprve po jejich smrti se divák dozví, že si všechny historky vymysleli; zřízenec, který se nad tím pohoršuje, se přitom sám před pacienty vydává za lékaře.
Režie Jan Němec, hrají Miloš Čtrnáctý, František Havel, Josef Hejl, Jan Vašák

### Dům radosti
Podle úryvku z povídky Bambini di Praga 1947: dvojice agentů přichází nabídnout životní pojistku svéráznému lidovému umělci, který vyzdobil svůj venkovský domek vlastními bizarními výtvory.
Režie Evald Schorm, hrají Václav Žák, Ivan Vyskočil, Antonín Pokorný, Josefa Pechlátová

### Automat Svět
V předměstském bufetu se jedné deštivé noci setkává osamělá nevěsta, jejíž novomanžel byl zatčen pro výtržnost, se štamgastem, který netuší, že jeho dívka právě spáchala sebevraždu.
Režie Věra Chytilová, hrají Alžběta Laštovková, Věra Mrázková, Vladimír Boudník, Václav Chochola, Jan Vala

### Romance
Mladý instalatér Gaston prožije s mladou Cikánkou, placenou známost na jednu noc, která přeroste v autentický citový vztah.
Režie Jaromil Jireš, hrají Ivan Vyskočil, Dana Valtová, Karel Jeřábek

## Spřízněné filmy
Součástí filmu měla být původně také povídka Fádní odpoledne, natočená Ivanem Passerem. Během dokončovacích prací se však ukázalo, že délka snímku přesáhla dvě hodiny, což by bylo pro diváky příliš, a proto bylo rozhodnuto Fádní odpoledne z Perliček na dně vyjmout a promítat ho v kinech jako samostatný předfilm. V téže době také vznikla další hrabalovská adaptace, středometrážní film Juraje Herze Sběrné surovosti.

## Přijetí
Dobová kritika se neshodla na tom, nakolik se kterému z režisérů podařilo vcítit do Hrabalova stylu. Jiří Janoušek napsal (Film a doba 9/1965): „Na počátku byla zřejmě otázka, je-li Hrabal vypravěčem, nebo ne. Jireš s Chytilovou přikyvují, Schorm s Passerem a Menzelem vrtí hlavami, Němce to příliš nezajímá...“ Jaroslav Boček v časopise Divadlo 10/1965 píše: „Chytilová a Němec – romantici inspirace noční – se prostě se šťastným světem Hrabalových postav srazili, neporozuměli mu a podali ho v křeči a v karikatuře. Romantici inspirace denní – Menzel, Jireš a Passer – Hrabala pochopili a v jeho duchu a zároveň po svém ho interpretovali. A Schorm, duch filosoficky mnohem hlubší než Hrabal, vzal jeho syžet jen jako podnět a dospěl k povídce velkých vnitřních rozměrů.“ Boček také vyzvedl přínos kameramana: „Kučera je vedle Hrabala druhým mužem, který z celku opravdu celek udělal.“
Na festivalu v Locarnu 1965 film získal cenu FIPRESCI a Zvláštní cenu poroty mladých. Povídka Romance se promítala samostatně na festivalu krátkých filmů v Oberhausenu, kde získala Velkou cenu.